# Omoglymmius wittmeri
Omoglymmius wittmeri is een keversoort uit de familie van de loopkevers (Carabidae). De wetenschappelijke naam van de soort is voor het eerst geldig gepubliceerd in 1982 door R.T. & J.R. Bell.